# Filhos do Carnaval
Filhos do Carnaval é uma série dramática brasileira exibida pelo canal de televisão a cabo HBO originalmente entre 2006 e 2009.
Criada por Cao Hamburger e Elena Soarez, teve roteiro de Soarezz, Hamburger e Anna Muylaert, e direção de Cao Hamburger, César Rodrigues, Flávio Tambelini e Luciano Moura, com direção geral de Cao Hamburger.
A trama retrata o cotidiano dos bicheiros cariocas e como eles usam o carnaval para lavar dinheiro.

## Sinopse
Anésio Gebara (Jece Valadão) é dono de uma escola de samba e banqueiro do jogo do bicho. Tem quatro filhos: Anesinho (Felipe Camargo), Claudinho (Enrique Diaz), Brown (Rodrigo dos Santos) e Nilo (Thogun).
Logo no início da trama, Anesinho, braço direito do pai, se suicida. A partir daí, os outros filhos começam a disputar a vaga deixada pelo irmão falecido.

## Lista de episódios
1ª temporada
1. Gato, o bicho das sete vidas
2. Avestruz, o bicho que não quer ver
3. Vaca, o bicho que dá leite
4. Leão, o rei dos bichos
5. Abraço de urso
6. Elefante, o bicho que não esquece

2ª temporada
1. Arrivederci
2. Herança Paterna
3. Os Reis do Rio
4. Amigo Oculto
5. Vala Comum
6. Love Boat
7. O Legítimo

## Elenco
- Jece Valadão - Anésio Gebara
- Felipe Camargo - Anesinho
- Enrique Diaz - Claudinho
- Rodrigo dos Santos - Brown / Antônio Carlos
- Thogun - Nilo
- Mariana Lima - Ana Cristina
- Tiago Queiroz Herz - Cris
- Jorge Coutinho - Joel da Paixão
- Felipe Martins - Órfão / Zé Júlio
- Felipe Wagner - Sirio
- Roberta Rodrigues - Rosana
- Maria Manoella - Bárbara
- Shirley Cruz - Glória
- Sônia Lino - Leonora
- Maria Francisca da Silva - dona Dadá
- Luizão Seixas - Robson
- Aline Barbosa - Regina
- Sabrina Rosa - Carlinha
- Sandro Farias - Sapão
- Wilson das Neves - Edson Lopes
- Anderson Ribeiro - amigo de Brown
- Carol Rodrigues - mãe de Carlinha
- Hélio Netto - flashback- Anesinho
- Henrique Pires
- John Patrick Buckley

+ Roberto Rizzo - Cego

## Prêmios e indicações
| Ano  | Prêmio             | Categoria                   | Resulto  |
| ---- | ------------------ | --------------------------- | -------- |
| 2006 | Emmy Internacional | Melhor Telefilme/Minissérie | Indicado |